# The Attic Above
The Attic Above è un cortometraggio muto del 1914 scritto e diretto da E. Mason Hopper.

## Trama
Il cassiere di una banca progetta di vendicarsi del presidente dell'istituto che lo aveva fatto condannare per furto.

## Produzione
Il film fu prodotto dalla Selig Polyscope Company.

## Distribuzione
Distribuito dalla General Film Company, il film - un cortometraggio in una bobina - uscì nelle sale cinematografiche statunitensi il 27 febbraio 1914.